# Silvestre Pinheiro Ferreira

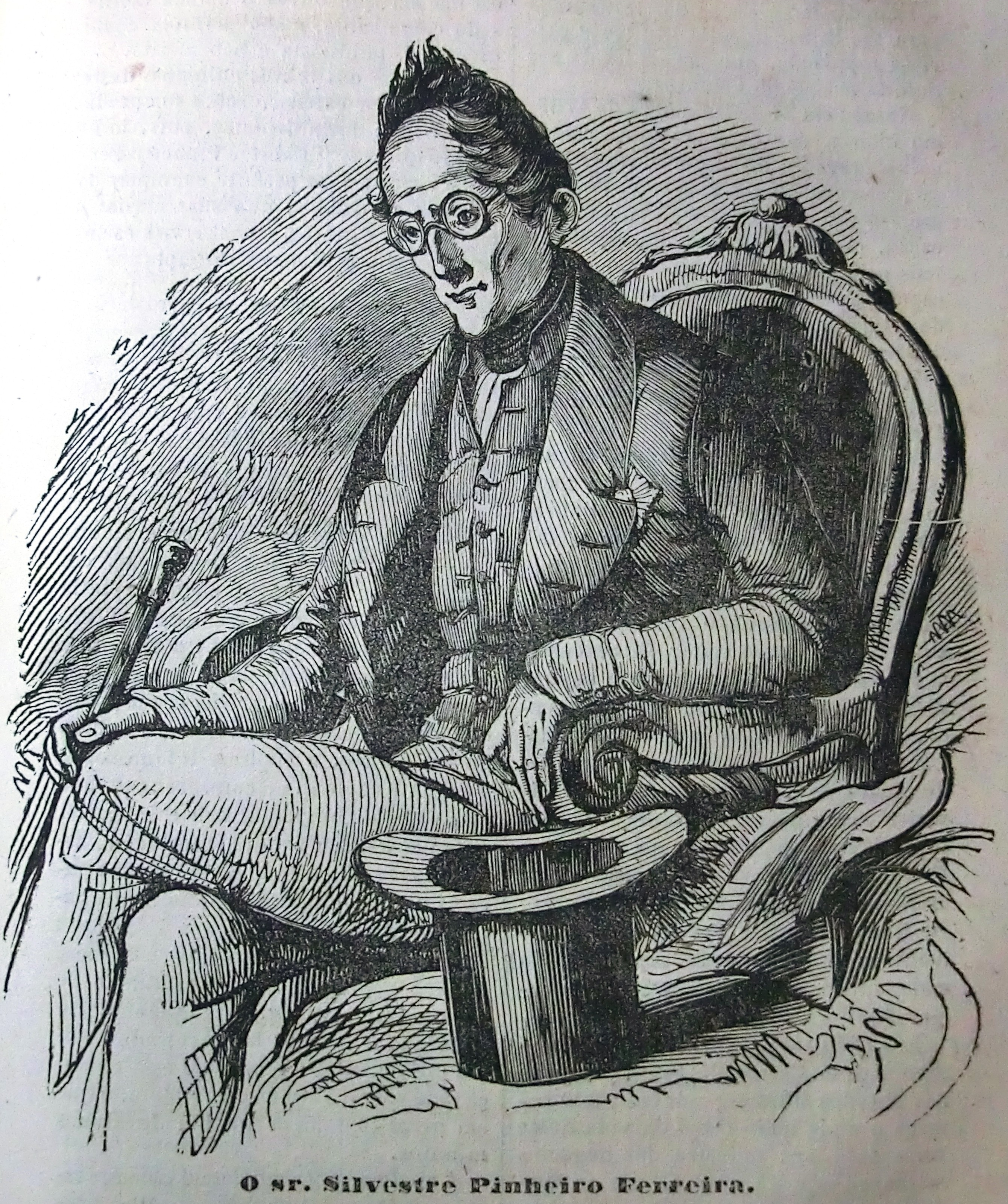
Caricatura de Silvestre Pinheiro Ferreira (publicada em 1850, nO Jardim Litterario – Semanário de Instrucção e Recreio).

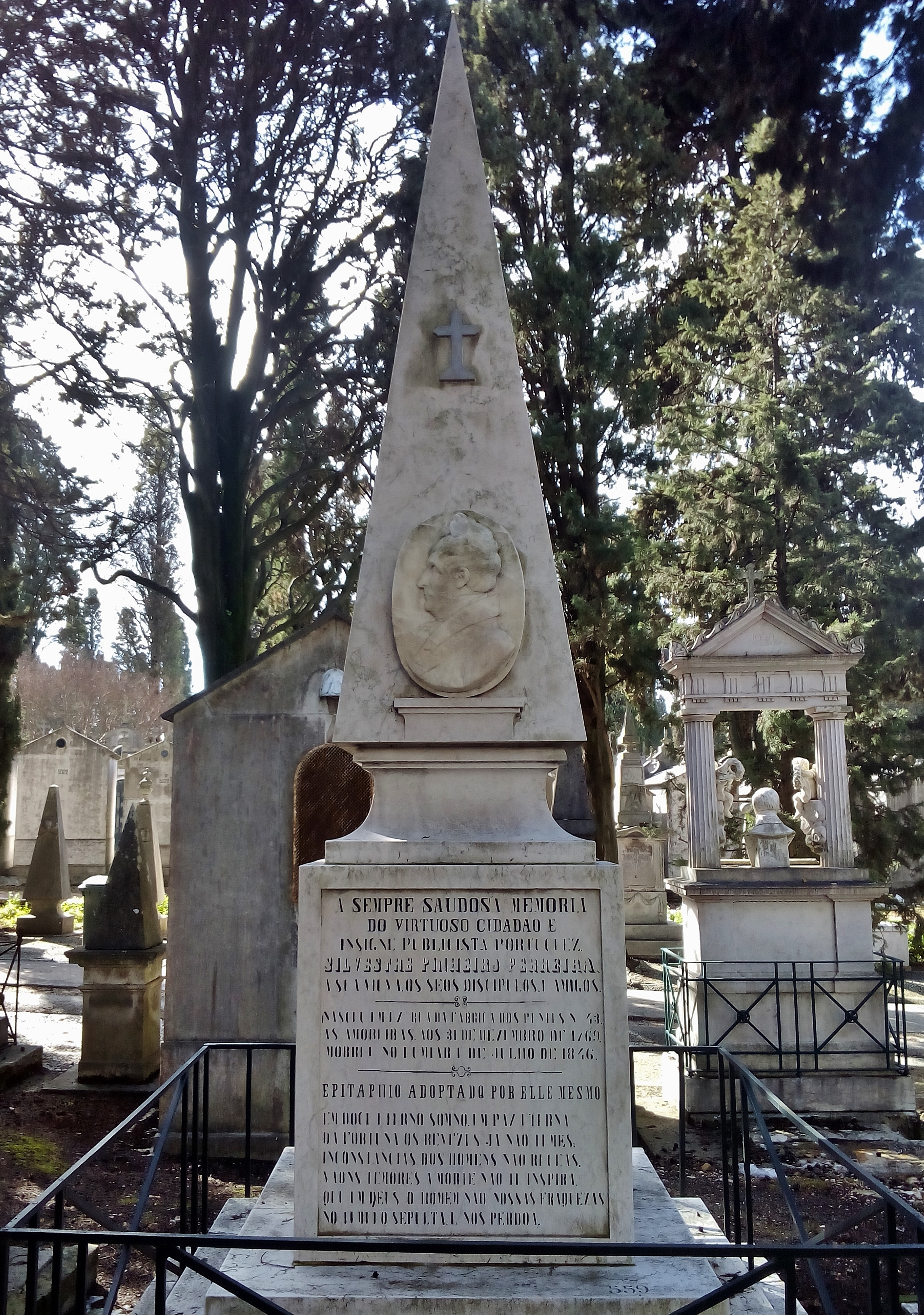
Jazigo de Silvestre Pinheiro Ferreira, no Cemitério dos Prazeres, com epitáfio por si próprio composto:
"Em doce e terno somno, em paz eterna
Da Fortuna os revezes já não temes:
Inconstancias dos homens não receas,
Novos temores a Morte não te inspira.
Que um Deus o Homem não nossas fraquezas
No tumulo sepulta, e nos perdoa."

Silvestre Pinheiro Ferreira (Lisboa, 31 de dezembro de 1769 — Lisboa, 1 de julho de 1846) foi um filósofo e político português que ocupou diversos postos governamentais nos primeiros anos da década de 1820, entre os quais os de ministro do Reino, ministro da Guerra e ministro dos Negócios Estrangeiros.

## Biografia
Silvestre Pinheiro Ferreira nasceu em Lisboa a 31 de Dezembro de 1769, filho de Jacob Pinheiro, fabricante de seda da Real Fábrica das Sedas do Rato, e de Joana Felícia. Foi baptizado a 22 de Janeiro do ano seguinte na Igreja Paroquial de Santa Isabel, pelo Padre Rodrigo Botelho Campelli de Sacadura de Pina, tendo sido padrinho o Frei António do Espírito Santo, religioso do Convento de São Domingos. Estudou junto da Congregação do Oratório, na Casa de Nossa Senhora das Necessidades, tendo em vista, inicialmente, uma carreira eclesiástica, que decidiu abandonar em 1791. A partir de 1794, dá aulas de Filosofia Racional e Moral no Real Colégio das Artes e Humanidades da Universidade de Coimbra.
Tendo acompanhado a família real para o Brasil, em consequência das invasões napoleónicas, viveu no Brasil de 1810 a 1821, onde desenvolveu grande parte da sua obra. Estudou com os oratorianos, formando-se em filosofia.
As suas Prelecções Filosóficas, publicadas em 1813, resultado das lições de filosofia que ministrou no Real Colégio de São Joaquim, no Brasil, é talvez a mais importante das suas obras. Insere-se nesta obra uma tradução e comentário das Categorias de Aristóteles, filósofo em que este autor frequentemente se apoia.
São conhecidas algumas colaborações da sua autoria em diversas publicações periódicas, nomeadamente nas revistas O Panorama (1837-1868) e Revista universal lisbonense (1841-1859).
Faleceu, de "ataque repentino", no dia 1 de Julho de 1846, na rua direita do Lumiar, e foi levado a sepultar no Cemitério dos Prazeres.

## Obra publicada
- Notas ao Ensaio sobre os princípios de mecânica. Obra póstuma de José Anastácio da Cunha, dado à luz por Domingos António de Sousa Coutinho possuidor do manuscrito autógrafo, Amesterdão, 1808 (reeditada em O Instituto, Coimbra, Vol. V, e na Revista da Universidade de Coimbra, n.º 19, 1960, pp. 1-16)
- Princípios de Mecânica, Amesterdão, 1808 (reeditada em O Instituto, Vol. V, e na Revista da Universidade de Coimbra, n.º 19, 1960, pp. 17 e seguintes)
- Prelecções Filosóficas sobre a teórica do discurso e da linguagem, a estética, a diceósina e a cosmologia, Rio de Janeiro, 1813
- Categorias de Aristóteles, traduzidas do grego e ordenadas conforme um novo plano, Rio de Janeiro 1814
- Discurso mandado ler por Sua Majestade na sessão de 4 de Julho de 1821 (in Clemente José dos Santos, Documentos para as Cortes Gerais da Nação Portuguesa, Lisboa, 1883)
- Observations sur quelques passages du «Manuel Diplomatique» de Mr. le Baron Charles de Martens, Paris, 1825
- Essai sur la Psychologie comprenant la théorie du raisonnement et du language, l'ontologie, l'esthétique et la dicéosyne, Paris, 1826
- Projectos de Ordenações para o Reino de Portugal, t. I (Carta Constitucional e Projecto de Leis Orgânicas), t. II (Exposição da Carta Constitucional e do Projecto de Leis Orgânicas), t. III (Projecto de Reforma das Leis Fundamentais e Constitutivas da Monarquia), Paris, 1831
- Observações sobre a Carta Constitucional do Reino de Portugal e Constituição do Império do Brasil, Paris, 1831
- Parecer sobre os Meios de se Restaurar o Governo Representativo em Portugal por Dois Conselheiros da Coroa Constitucional, Paris, 1831
- Parecer sobre os Meios de se Restaurar o Governo Representativo em Portugal, seguido de Novas Observações que se Publicaram em Londres sem Aquele Parecer, Paris, 1832
- Projecto de um Sistema de Providências para Convocação das Cortes Gerais e Restabelecimento da Carta Constitucional sobre os Meios de se Restaurar o Governo Representativo em Portugal: Apêndice ao Parecer de dois Conselheiros da Coroa Constitucional, Paris, 1832
- Manual do Cidadão em um Governo Representativo ou Princípios de Direito Constitucional, Administrativo e das Gentes, t. I (Direito Constitucional), t. II (Direito Administrativo e das Gentes), t. III (Projecto de Código Geral das Leis Fundamentais e Constitutivas de uma Monarquia Representativa), Paris, 1834
- Principes du droit public constitutionel, administratif et des gens ou manuel du citoyen sous un gouvernement répresentatif, Paris, 1834
- Projecto de um Banco de Socorro e Seguro Mútuo, Paris, 1836
- Essai sur les rudiments de la grammaire allemande, Paris, 1836
- Breves observações sobre a Constituição Política da Monarquia Portuguesa, decretada pelas Cortes Gerais, Extraordinárias, e Constituintes reunidas em Lisboa no Ano de 1821, Paris, 1837
- Observations sur la Charte Constitutionelle de la France, Paris, 1838
- Observations sur la Constituition de la Belgique, Paris, 1838
- Observations sur la Constituition du Royaume du Saxe, Paris, 1838
- Cours de Droit Public Interne et Externe, avec les observations sur la Charte de la France, de la Belgique, et du Royaume du Saxe, Paris, 1838
- Projecto de Código Político para a Nação Portuguesa, Paris, 1839
- Principles of Political Economy by Mr. MacCulloch for the Use of Schools, Accompanied with Notes and Preceded by a Preliminary Discourse by Mr. Pinheiro Ferreira, Paris, 1839
- Preliminary Discourse to a Course of Political Economy, Paris, 1839
- Noções Elementares de Filosofia Geral e Aplicada às Ciências Morais e Políticas (Ontologia, Psicologia, e Ideologia), Paris, 1839
- Projecto de Associação para o Melhoramento das Classes Industriosas, Paris, 1840
- «Da Oração do Cristão», O Cristianismo, Coimbra, Dezembro 1843
- Da Oração do Cristão, Roma, 1843
- «Da Classificação das Ciências calculada para servir de base a um Sistema Racional de Instrução Pública», O Panorama, 3.º vol., 2.ª série, Lisboa, 1844
- «Reflexões sobre o Método de Escrever a História das Ciências e Particularmente a da Filosofia», Pantólogo, 1844
- «Da Independência dos Poderes Políticos nos Governos Representativos», A Revolução de Setembro, n. 967, 20 de Junho de 1844
- «Dos Princípios de Hermenêutica aplicados à História da Jurisprudência Constitucional», A Revolução de Setembro, n.º 971, 26 de Junho de 1844
- Questões de Direito Público e Administrativo, Filosofia, e Literatura, Lisboa, 1844
- «Reflexões sobre os Diferentes Métodos de Confeccionar os Catálogos das Bibliotecas», Pantólogo, n.º 3, p. 20; n.º 4, p. 29, 1844
- «Dos Limites da Autoridade dos Clássicos em Matéria de Linguagem», Pantólogo, n.º 5, p. 71, 1844
- «Dos Sistemas Absolutos em Economia Política», Pantólogo, n.º 14, p. 107; n.º 18, p. 139, 1844
- «Do Sistema Penitenciário», Revista Académica, Coimbra, n.º 18, p. 276 (continuado no n.º 19, p. 289, e n.º 21, p. 342), 1844
- Théodicée ou Traité Élementaire de la Religion Naturelle et de la Religion Révelé, 1845
- «Das Ciências em Geral e a sua Classificação em Particular», Aurora - Revista Mensal, n.º 1, p. 33, 1845
- «Dos Bancos Rurais», Aurora - Revista Mensal, n.º 2, p. 9, 1845
- «Reflexão sobre várias Práticas e Instituições Económicas da Previdência», Aurora - Revista Mensal, n.º 3, p. 60, 1845
- Breves Observações sobre o Tratado Concluído em 1826 entre Suas Majestades o Imperador do Brasil e o Rei de França, Lisboa, 1845
- Précis d'un Cours de Droit Public, Administratif et des Gens, suivi d'un Projet de Code Politique pour la Nation Portugaise, Lisboa, 1845-6
- «Da Guarda Nacional», A Revolução de Setembro, n.º 1525, 16 de Junho de 1846
- «Das Reformas na Administração da Fazenda Pública», A Revolução de Setembro, n.º 1528, 1531, e 1535, de 20 de Junho, 25 de Junho, e 25 de Julho de 1846
- Théogonie, Extrait de l'Encyclopédie Moderne, de Courtin, 1846
- «Sobre as Origens e Afinidades das Línguas», Revista dos Açores, t. I, p. 13 (obra póstuma)
- «Das Condições de Existência dos Caminhos de Ferro em Geral e das Suas Consequências Quanto às Relações Internacionais em Particular», Revista Popular, vol. IV, pp. 3-6, 1851 (obra póstuma)
- «Demonstração das Vantagens das Sociedades de Socorro e Seguro Mútuo Comparadas com as Instituições denominadas Montepios», Revista Popular, vol. IV, pp. 43-44, 56, 63-64, 112-113 (obra póstuma)
- «Memórias políticas sobre os Abusos Gerais e modo de se Reformar e Prevenir a Revolução Popular, redigido por Ordem do Príncipe Regente no Rio de Janeiro em 1814-1815», Revista do Instituto Histórico e Geográfico Brasileiro, t. 47, 1884 (obra póstuma)
- Théodicée ou Traité Élementaire de la Religion Naturelle et de la Religion Révélée, Lisboa, 2005 (obra póstuma)